# Polynoella pachylepis
Polynoella pachylepis är en ringmaskart som beskrevs av Augener 1906. Polynoella pachylepis ingår i släktet Polynoella och familjen Polynoidae. Inga underarter finns listade i Catalogue of Life.